# Balleroy
Balleroy is een plaats en voormalige gemeente in het Franse departement Calvados in de regio Normandië en telt 900 inwoners (2000). De plaats maakt deel uit van het arrondissement Bayeux. De gemeente is op 1 januari 2016 met Vaubadon gefuseerd tot de commune nouvelle Balleroy-sur-Drôme.

## Geografie
De oppervlakte van Balleroy bedraagt 4,2 km², de bevolkingsdichtheid is 187,4 inwoners per km².
De onderstaande kaart toont de ligging van Balleroy met de belangrijkste infrastructuur en aangrenzende gemeenten.

## Demografie
Onderstaande figuur toont het verloop van het inwonertal (bron: INSEE-tellingen).

Vanwege een beveiligingsprobleem met de MediaWiki Graph-software is het momenteel niet mogelijk deze grafiek weer te geven. Zodra de software is bijgewerkt zal de grafiek vanzelf weer zichtbaar worden.